# Enrico Sallustio
Enrico Sallustio, né le 7 février 1966 à Montefalcone Nel Sannio (Italie), est un illustrateur et auteur de bande dessinée réaliste belge.

## Biographie
Enrico Sallustio naît le 7 février 1966 à Montefalcone Nel Sannio. Il est issu d'une famille italienne et il suit ses parents en Belgique à l’âge de quatre ans. Il fait des études à l’Institut provincial d’enseignement secondaire de Wavre. Ensuite, il suit une formation artistique à l’Institut Saint-Luc de Bruxelles et il la parachève à l’Académie royale des beaux-arts de Bruxelles où il obtient son diplôme de dessin publicitaire.
Il commence dans la vie professionnelle comme dessinateur et graphiste indépendant. Il s’expatrie dix ans à Singapour où il se fait illustrateur de livres jeunesse pour des éditeurs internationaux dont notamment Blow a kiss [Souffle un bisou] de David Seow aux éditions Bonnie Books en 2010. De retour à Bruxelles, il rejoint l’équipe de Jacques Martin des éditions Casterman où il réalise graphiquement Les Voyages de Jhen à Venise en 2005. Il espère se voir confier une série de bande dessinée. En 2008, il réalise la mise en couleur de l’album Alix raconte Cléopâtre du dessinateur Éric Lenaerts et du scénariste François Maingoval publié chez le même éditeur. Il illustre aux côtés de Jacques Martin et de Gilles Chaillet les textes de Thérèse De Chérisey du guide de voyage intitulé Rome - Itinéraires avec Alix publié dans la collection « City guides Itinéraires » aux éditions Casterman associées à Lonely Planet en 2010. En 2011, il expose ses œuvres à la bibliothèque Will située à La Hulpe lors de l'exposition collective Brabant wallon terre de la BD,. 
Il revient à la série Les Voyages de Jhen pour le 16e tome consacré au Vatican en 2014.
Il demeure en Brabant wallon en 2011,.

## Œuvres

### Albums de bande dessinée

#### Les Voyages de Jhen
- 5. Venise[5],[6], Casterman, Bruxelles, 2007
Scénario : Jacques Martin - Dessin : Enrico Sallustio - Couleurs : quadrichromie -  (ISBN 978-2-203-32223-3),Réédition en 2017  (ISBN 978-2-203-12296-3). Grand format.
- 16. Le Vatican, Casterman, Bruxelles, 19 novembre 2014
Scénario : Jacques Martin - Dessin : Enrico Sallustio - Couleurs : quadrichromie -  (ISBN 9782203036581),Grand format.

#### Alix raconte
- 2. Cléopâtre, Casterman, Bruxelles, novembre 2008
Scénario : François Maingoval - Dessin : Éric Lenaerts - Couleurs : Enrico Sallustio -  (ISBN 9782203306042)

### Guide de voyage
Alix Hors-série
- 3. Rome - Itinéraires avec Alix[7], Casterman - Lonely Planet, coll. « City guides Itinéraires », Bruxelles, février 2010
Scénario : Thérèse De Chérisey - Dessin : Jacques Martin, Gilles Chaillet, Enrico Sallustio - Couleurs : Jacques Martin -  (ISBN 978-2-203-02286-7),Autre format.

### Littérature jeunesse
- (en) Blow a kiss[2] [Souffle un bisou], texte : David Seow, Bonnie Books, 2010  (ISBN 9789810824938)

### Expositions

#### Expositions collectives
- Brabant wallon terre de la BD[3],[4], Bibliothèque Will, La Hulpe en janvier 2011.

### Animation
- Cococinel[8], service animation : décors, série télévisée, 1992.

#### Livres
: document utilisé comme source pour la rédaction de cet article.
- Philippe Mellot, Michel Denni, Laurent Turpin et Isabelle Morzadec, Trésors de la bande dessinée : BDM 2021-2022 - Catalogue encyclopédique et Argus, Paris, Les Arènes, novembre 2020, 22e éd., 1700 p., ill. ; 23 cm (ISBN 9791037502582, OCLC 1240308146, présentation en ligne), p. 669. .